# Braškov
Braškov (německy Braschkau) je obec v okrese Kladno asi 3 km severozápadně od Unhoště a 4 km jižně od Kladna v nadmořské výšce 416 m. Žije zde přibližně 1 100 obyvatel. Kromě vlastního Braškova je součástí obce též vesnice Valdek, vzdálená necelý kilometr západo-jihozápadně, a Toskánka, cca 0,5 km severovýchodně.

## Historie
Nejstarší zmínka o obci pochází z roku 1249, kdy je připomínána rodina vladyků z Braškova. Rodina sídlila v pevné tvrzi v blízkosti obce. Zdejší vladykové byli velmi významní, především kolem 14. a 15. století. Existovaly tu však i jiné svobodné dvorce, tudíž Braškov vlastnilo více vlastníků. Roku 1285 se připomíná Zdislav, roku 1331 Linhart, roku 1376 Mareš Malíkovec. Dále Beneš z Vrbna, Vaněk z Lužce, Jaroslav z Nevida, Jan z Nedvídkova a vladykové z Braškova Hašek, Grinvald, Oldřich a Albert. Vdova po Grinvaldovi Škonka roku 1412 prodala svůj podíl na vlastnictví Braškova za 300 kop Janovi z Kladna.
Jako poslední členové rodu jsou zmíněni Vítek a Sartor z Braškova. Vítkovu část zdědil za 50 kop Václav Mladota ze Solopysk, tu Sartorovu za 100 kop Beneš z Kolovrat na Bustěvsi (Buštěhradu). Kolovratové poté sjednotili celou ves pod své vlastnictví a ves tak patřila pod buštěhradské panství. Po Jetřichovi Bezdružickém z Kolovrat vlastnil ves (již s "pustou tvrzí", přičemž poslední zmínka o tvrzi pochází z roku 1602) jeho synovec Vladislav z Kolovrat. Kolem roku 1630 jsou zmiňováni Zbyněk Novohradský z Kolovrat se svou ženou Annou Magdalenou, rozenou z Lobkovic. Když Anna Magdalena ovdověla, provdala se podruhé r. 1632 za Jindřicha Julia, vévodu Saskolauenburského. Roku 1741 přešel Braškov (stejně jako ostatní vsi) s panstvím na vévody bavorské, roku 1805 na rod habsburský a roku 1847 byl přidělen k soukromým statkům císařským.
Za třicetileté války tu byly spáleny dvě usedlosti.

### Územněsprávní začlenění
Dějiny územněsprávního začleňování zahrnují období od roku 1850 do současnosti. V chronologickém přehledu je uvedena územně administrativní příslušnost obce v roce, kdy ke změně došlo:
- 1850 země česká, kraj Praha, politický okres Smíchov, soudní okres Unhošť[5]
- 1855 země česká, kraj Praha, soudní okres Unhošť[5]
- 1868 země česká, politický okres Smíchov, soudní okres Unhošť[5]
- 1893 země česká, politický okres Kladno, soudní okres Unhošť[6]
- 1939 země česká, Oberlandrat Kladno, politický okres Kladno, soudní okres Unhošť[7]
- 1942 země česká, Oberlandrat Praha, politický okres Kladno, soudní okres Unhošť[8]
- 1945 země česká, správní okres Kladno, soudní okres Unhošť[9]
- 1949 Pražský kraj, okres Kladno[10]
- 1960 Středočeský kraj, okres Kladno[11]

### Rok 1932
V obci Braškov (723 obyvatel) byly v roce 1932 evidovány tyto živnosti a obchody: holič, 3 hostince, 2 kapelníci, konsum Včela, krejčí, obuvník, obchod s lahvovým pivem, rolník, 2 řezníci, sadař, 4 obchody se smíšeným zbožím, obchod se střižním zbožím, 2 trafiky, státní velkostatek, zahradník.

## Doprava
- Silniční doprava – Obcí vede silnice II/118 v úseku Beroun – Kladno. Územím obce prochází dálnice D6 s exitem 16 (Velká Dobrá).

- Železniční doprava – Železniční trať ani stanice na území obce nejsou. Nejblíže obci je železniční stanice Kladno ve vzdálenosti 3,5 km ležící na trati 120 z Prahy do Rakovníka. V Kladně z ní odbočuje trať 093 do Kralup nad Vltavou.

- Autobusová doprava – V katastru obce se (k 15. prosinci 2019) nachází celkem tři autobusové zastávky (Braškov; Braškov-Valdek a Braškov-Toskánka).
  - Posledními dvěma zmíněnými projíždí linka 630 (Kladno-Aut.Nádr. – Pletený Újezd – Braškov – Unhošť-Nám. – Malé Kyšice – Chyňava – Železná – Beroun).
  - První zmíněnou pak linka 365 (Stochov-Náměstí – Velká Dobrá – Unhošť-Nám. – Praha-Motol).[13]

## Pamětihodnosti
- Boží muka

## Další fotografie

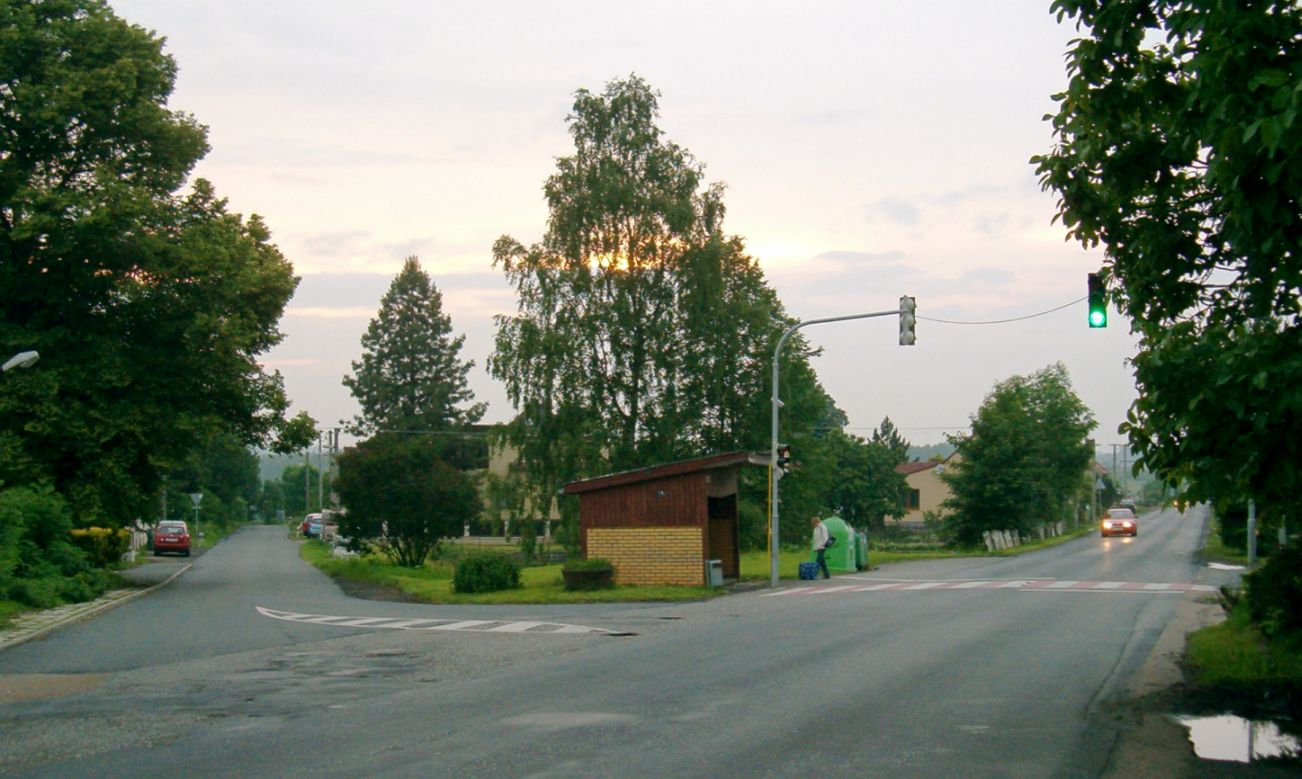
Křižovatka v části Valdek
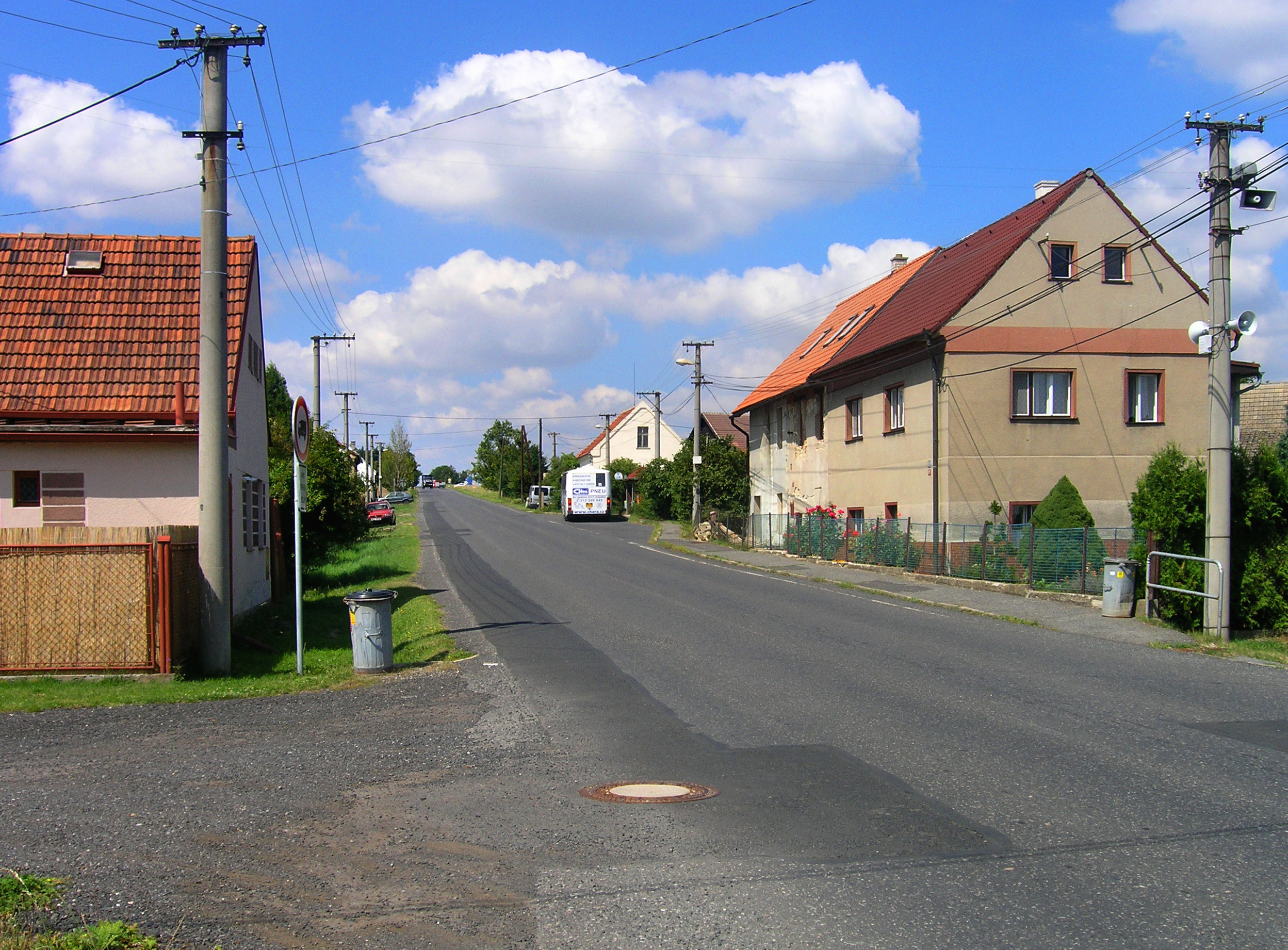
Toskánka
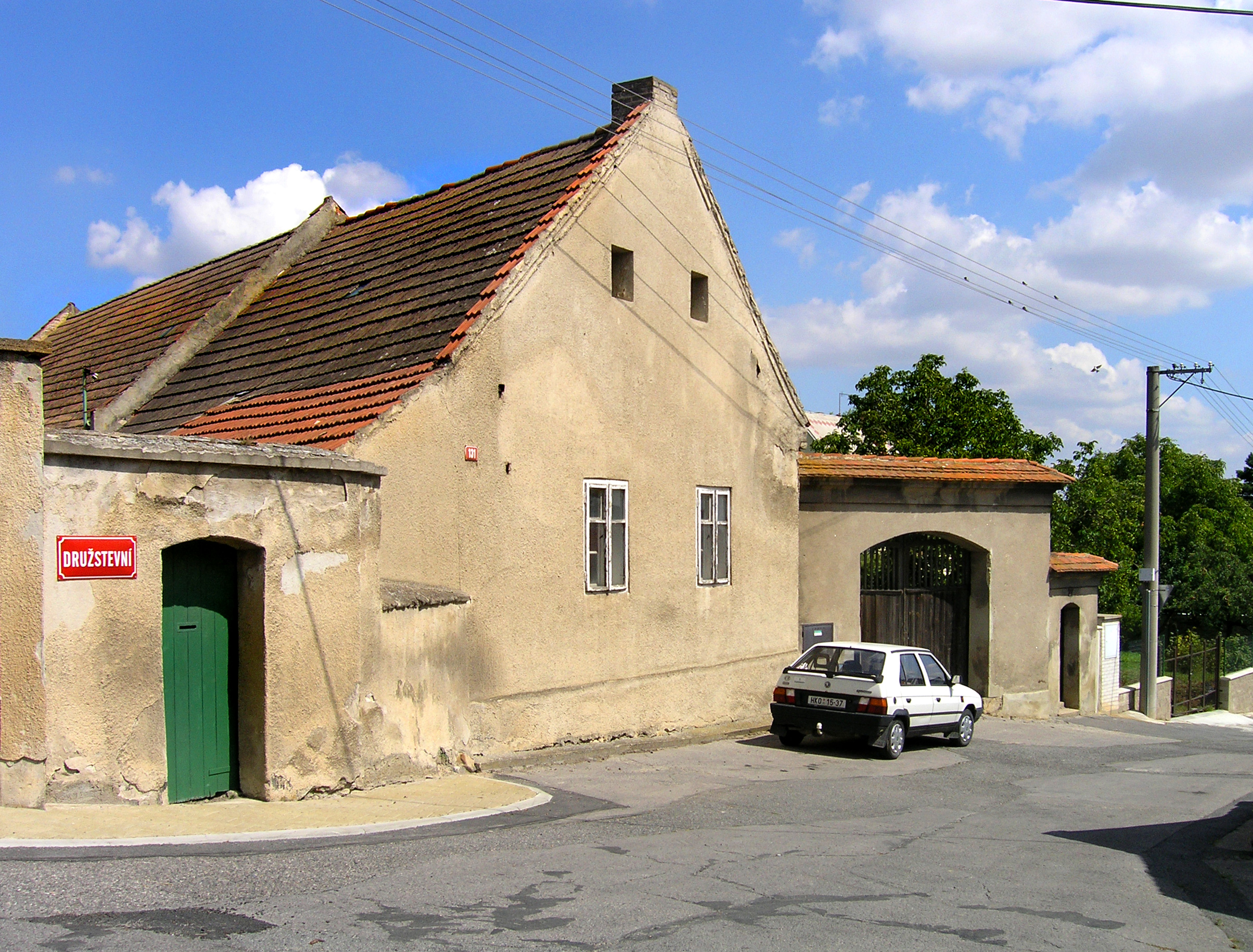
Bývalý statek